# بابلو ريشيتي
بابلو ريشيتي (بالإسبانية: Pablo Ricchetti)‏ (2 يناير 1977 ببوينس آيرس في الأرجنتين - ) هو لاعب كرة قدم أرجنتيني في مركز الوسط. لعب مع ريال بلد الوليد وريفر بليت وكيلمس ونادي أتليتيكو كولون ونادي ترنانا ونادي دالاس وDeportivo Anzoátegui S.C. ‏.